# モル体積
モル体積（モルたいせき）とは、単位物質量（1 mol）の原子または分子が標準状態で占める体積である。
モル質量（kg/mol）÷密度（kg/m3）でも求められる。

## 解説

### 気体
気体分子のモル体積は気体の状態方程式で議論され、1 molの気体分子の体積は、気体の種類によらずほぼ一定である。気体の種類による違いは実在気体の状態方程式（ファンデルワールスの状態方程式など）の係数の違いになる。
理想気体のモル体積Vm は種類によらず、状態方程式より
{\displaystyle V_{\mathrm {m} }={\frac {V}{n}}={\frac {RT}{p}}}
と求められる。
ただしV は体積、n は物質量、R は気体定数、T は熱力学温度、p は圧力である。
たとえば T = 0℃ = 273.15 K（標準温度）、p = 1013.25 hPa（標準気圧）のときの値は
{\displaystyle V_{\mathrm {m} }\simeq 22.4\,\mathrm {L/mol} }
である。

### 固体
単体の固体結晶については、原子間距離・結晶構造と関係する。単体金属結晶の原子間距離は比較的バラツキが少なく、概略10-5 m3/mol程度であるが、モル体積は結合力の違いによる原子間距離によって変動するので、元素の密度は、原子量によってだけでは決まらなくなっている。